# Punakha

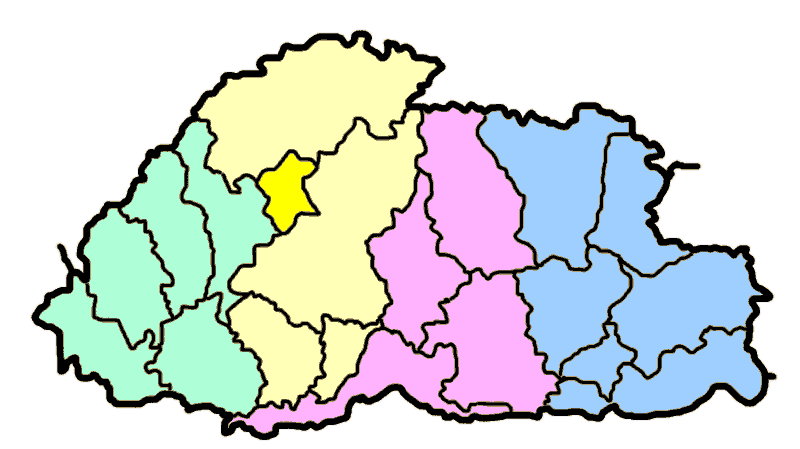
Localização de Punakha no Butão (amarelo destacado)

Punakha (Djongkha: པདྨ་དགའ་ཚལ་རྫོང་ཁག་) é uma cidade no centro-oeste do Butão na parte leste do Himalaias a cerca de 1500 metros de altitude num ponto em que vários riachos convergem para o rio Sankosh.
- latitude: 27° 37' 0 Norte
- longitude: 89° 52' 0 Leste
- altitude: 1261 metros